# Lamellarea forceps
Lamellarea forceps är en kvalsterart som beskrevs av Kok 1968. Lamellarea forceps ingår i släktet Lamellarea och familjen Lamellareidae. Inga underarter finns listade i Catalogue of Life.